# Mesorregión del Noroeste Cearense
La mesorregión del Noroeste Cearense es una de las siete  mesorregiones del estado brasileño del Ceará. Está formada por la unión de 47 municipios agrupados en siete  microrregiones. Las principales ciudades son:  Sobral, Tianguá, Acaraú, Camocim, Viçosa do Ceará,  Granja y  Santa Quitéria.

## Microrregiones
- Coreaú
- Ibiapaba
- Ipu
- Litoral de Camocim y Acaraú
- Meruoca
- Santa Quitéria
- Sobral

- Datos: Q2272154